# Louis Jean-Marie Daubenton
Louis Jean-Marie Daubenton (Montbard, 29 maggio 1716 – Parigi, 31 dicembre 1799) è stato un naturalista e medico francese.

## Biografia
Louis Jean-Marie D'Aubenton, spesso detto semplicemente Daubenton, fece i primi studi a Digione, quindi venne mandato dal padre, Jean Daubenton, notaio, a studiare teologia a Parigi. Ma Louis preferì seguire di nascosto i corsi di medicina e anatomia. Quando nel 1736 il padre morì, non dovette più nascondere i suoi interessi. Nel 1739 si recò a Reims dove si laureò dottore in medicina nel 1741, quindi tornò a Montbard dove cominciò a esercitare.
Intanto Georges-Louis Leclerc, non ancora conte di Buffon, anche lui di Montbard e amico d'infanzia di Daubenton, lo fece chiamare perché lavorasse con lui nel Jardin du roi, dove giunse nel 1742. In questo giardino botanico, i due si divisero il lavoro. Buffon, a cui non riusciva bene la dissezione e l'anatomia vegetale, cedette a Daubenton, che aveva mano ferma e occhi migliori, questa parte di studi e lo fece nominare nel 1745 "garde-démonstrateur" presso il "Cabinet du roi" (una carica ambita nell'amministrazione domestica dell'Ancien Régime).
Nonostante il carattere diverso, i due lavorarono insieme per dieci anni per aggiornare la magistrale Histoire naturelle a cui Buffon dedicò l'intera vita e i cui primi tre volumi apparvero nel 1749. Daubenton vi descrisse circa 200 specie di quadrupedi, nei primi 15 volumi dell'opera, con tale esattezza e precisione da servire da base allo sviluppo dell'anatomia comparata.
Quando in occasione di un'edizione ridotta dell'opera, Buffon sopprimerà le parti dedicate all'anatomia, i due litigarono. Daubenton venne sostituito da Philippe Guéneau de Montbeillard, e poi da Edme-Louis Daubenton (1732-1786), cugino di Louis Jean-Marie.
Daubenton fece sviluppare il Cabinet de curiosités del re trasformandolo in quello che diventerà il Muséum national d’histoire naturelle della Francia. Il 9 gennaio 1755 fu eletto membro della Royal Society di Londra.
Fu uno dei primi ad applicare l'anatomia comparata alle specie fossili, con cui poté combattere la credenza superstiziosa in mostri e giganti, rifiutando inoltre l'idea che l'orango potesse essere una sorta di uomo selvatico.
Nel 1778 divenne professore di storia naturale al Collège de France. Nel 1783, insegnò anche economia rurale e nel 1794-95 partecipò al primo progetto dell'École Normale Supérieure, poi soppressa e rifondata nel 1808.
Nel 1794 divenne membro residente della sezione di anatomia e zoologia dell'Académie des sciences, dove era entrato nel 1744 come botanico aggiunto e aveva contribuito con un grande numero di memorie e saggi.

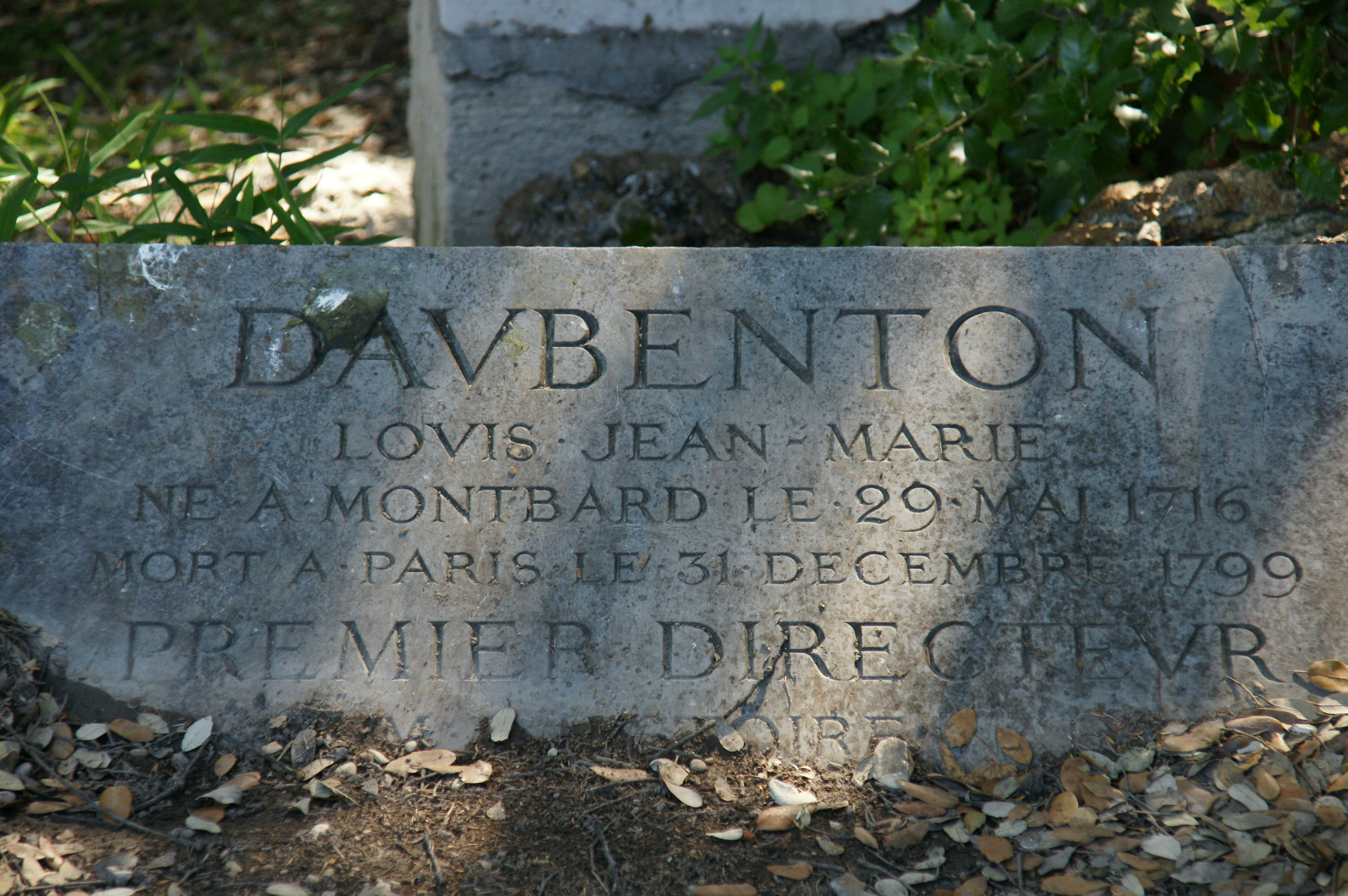
La tomba di Daubenton nel labirinto del "Jardin des plantes" a Parigi

Fu anche uno di principali collaboratori dell'importante Encyclopédie diretta da Diderot e D'Alembert, per la quale contribuì con oltre 900 articoli di storia naturale. Anche nelle edizioni e adattamenti successivi, si trovano suoi contributi aggiornati. Nell'edizione detta Encyclopédie méthodique, apparsa dal 1782 al 1832 in 150 volumi di testi e 50 di tavole, firmò tre dizionari: I quadrupedi e i cetacei (1782), I quadrupedi ovipari e i serpenti (1784), e I pesci (1787).
Si interessò anche di allevamento e cercò di migliorare la produzione della lana, pubblicando nel 1782 le Instruction pour les bergers et les propriétaires de troupeaux (istruzioni per pastori e proprietari di bestiame), e poi introducendo in Francia una razza di pecore provenienti dalla Spagna, le merinos, su cui scrisse diverse opere. Questo è il motivo per cui, nella statua celebrativa all'interno del giardino di Buffon a Montbard, è rappresentato con delle pecore ai piedi.
Quando la Rivoluzione francese trasformò il "Cabinet du roi" nel Muséum national d'histoire naturelle, Daubenton ne divenne il primo direttore.
Il 25 dicembre del 1799 fu eletto membro del Sénat conservateur, ma qualche giorno dopo morì per un ictus. È sepolto all'interno del giardino del Museo nazionale di storia naturale di Francia sul cui retro gli è anche dedicata una via. A suo nome vi è oggi anche una stazione della metropolitana di Parigi della linea 7 e diverse vie in città come Digione, Roubaix, Iviers, Nantes, Tolosa, Singly, Sainte-Geneviève-des-Bois, La Garde e naturalmente la natale Montbard, in Borgogna.
Come medico raccomandava pastiglie espettoranti di estratti di ipecacuanha che infatti venivano chiamate "pastilles de Daubenton".
Sua moglie, Marguerite Dufart Dubenton, scrisse poi un romanzo, intitolato Zélie dans le désert (1805).